# 山西亿元警察遇害案
山西亿元警察遇害案、山西警察夫妇遇害案是指2010年11月12日发生在山西省临汾市洪洞县县城中心广场东侧鸿安大厦高档小区内一对警察夫妇被杀的案件。在这对警察夫妇被杀后，根据媒体披露死者警察生前超生、作为公务员开办企业、对外放高利贷等严重违反中国法律行为引发民众热议。

## 受害者
- 王建雄，男，1959年12月出生，洪洞县万安镇南步亭村人，洪洞县公安局交警大队民警，曾任洪洞县交警队大队长。
- 韩惠芳，女，1964年7月出生，洪洞县万安镇南步亭村人，洪洞县公安局信访科民警。

## 凶手
- 韩泽荣，洪洞县另一已离职富豪警察的女婿，男，1984年出生，山西省临汾市尧都区人。
- 高迎平，男，1975年出生，山西省五台县人。
- 刘志安，男，1987年出生，河南省新乡市人。

王建雄因300元赌资与赌桌上的洪洞县另一已离职富豪警察的女婿韩泽荣发生了争执，韩泽荣怀恨在心便伺机敲诈王建雄。11月10日晚上11点多韩泽荣与另外两个同伙来到洪洞县鸿安古槐大厦15楼的1501室，王建雄到死都没有说出三张银行卡密码。王建雄妻韩惠芳，告知凶手银行卡正确密码，三名凶手从银行卡取出175万，后来又将韩惠芳杀害。

## 被害警察生前违法违规行为
- 两女一子（一共生三胎，超生两个）均在美国留学，严重违反中国的计划生育政策。王建雄为警察，在中国公职人员超生除了罚款外应给予开除公职处分。然而王不仅没有交社会抚养费和开除公职，还使其非法所生的第二胎成功上户口。[4]
- 受害者王建雄为亿万富翁，宝马车上下班、住高档小区（事发小区是洪洞县当地最高建筑）被民众认为与其警察形象不符而质疑其巨额资产来源。作为公务员经商办企业，在洪洞有3个煤矿，严重违反了《中国共产党党员领导干部廉洁从政若干准则 （页面存档备份，存于）》、《中国共产党纪律处分条例 （页面存档备份，存于）》、《中华人民共和国公务员法 （页面存档备份，存于）》、《行政机关公务员处分条例 （页面存档备份，存于）》、《中共中央、国务院关于进一步制止党政机关和党政干部经商、办企业的规定 （页面存档备份，存于）》、《关于领导干部报告个人重大事项的规定 （页面存档备份，存于）》、中共中央纪委《禁止利用职务便利谋取不正当利益若干规定 （页面存档备份，存于）》。[5]
- 放高利贷，因为卖煤矿别人欠下他本金7000万元，王遇害前一天曾前往曹家庄村讨债，利息5000万元。

## 当地反应
洪洞县公安局、工商局等多名工作人员在接受采访时透露，“王建雄在我们这里不算太有钱的”。洪洞县公安局派出所所长，开煤矿被查出3.7亿资产。
洪洞县当地国土资源局原局长，因为替两家煤矿的矿界纠纷居间调停，一次性就获得60万元的感谢费，这个人也在经营此类企业。